# Wapen van Breukelen-Nijenrode

Wapen van Breukelen-Nijenrode

Het wapen van Breukelen-Nijenrode is officieel nooit aan de Utrechtse gemeente Breukelen-Nijenrode toegekend. De gemeente maakte gebruik van het wapen van gemeente Breukelen, van waaruit zij was ontstaan in 1818. In 1949 ging zij weer op in gemeente Breukelen, nu onderdeel van gemeente Stichtse Vecht.

## Blazoenering
De blazoenering van het wapen luidde als volgt:
Gevierendeeld, waarvan het eerste en vierde van goud, beladen met een roode dwarsbalk. Het tweede en derde gebalkt van blaauw en goud van zes stukken, waarop negen St. Andrieskruissen, staande vier, drie en twee. Het schild gedekt met eene gouden kroon.
De heraldische kleuren zijn goud (goud of geel), keel (rood) en azuur (blauw). Het schild is gedekt met een markiezenkroon.

## Verklaring
Het wapen werd al eerder gebruikt als heerlijkheidswapen Breukelen-Nijenrode. Het wapen was ook het wapen van de familie Van Breukelen van Nijenrode.
Abcoude
· Abcoude-Baambrugge
· Abcoude-Proostdij
· Achttienhoven
· Amerongen
· Benschop
· Breukelen
· Breukelen-Nijenrode
· Breukelen-Sint Pieters
· Bunnik
· Cothen
· Darthuizen
· De Vuursche
· Doorn
· Driebergen
· Driebergen-Rijsenburg
· Everdingen
· Haarzuilens
· Hagestein
· Harmelen
· Hoenkoop
· Hoogland
· Houten
· Indijk
· Jaarsveld
· Jutphaas
· Kamerik
· Kockengen
· Langbroek
· Leersum
· Linschoten
· Loenen
· Loenersloot
· Loosdrecht
· Maarn
· Maarssen
· Maarsseveen
· Maartensdijk
· Mijdrecht
· Nigtevecht
· Noord-Polsbroek
· Odijk
· Oudenrijn
· Polsbroek
· Rijsenburg
· Ruwiel
· Schalkwijk
· Snelrewaard
· Sterkenburg
· Stoutenburg
· Tienhoven
· Vianen 
· Vinkeveen
· Vinkeveen en Waverveen
· Vleuten
· Vleuten-De Meern
· Vreeland
· Vreeswijk
· Waarder
· Waverveen
· Werkhoven
· Westbroek
· Willeskop
· Willige Langerak
· Wilnis
· Zegveld
· Zuilen
· Zuid-Polsbroek